# Bahia (staat)
Bahia is een van de 26 deelstaten van Brazilië. De staat met de standaardafkorting BA heeft een oppervlakte van ca. 564.733 km² en ligt in de regio Noordoost. Bahia grenst aan de Atlantische Oceaan in het oosten en de staten Espírito Santo in het zuidoosten, Minas Gerais in het zuiden, Goiás en Tocantins in het westen, Piauí in het noordwesten, Pernambuco in het noorden en Alagoas en Sergipe in het noordoosten. In 2017 had de staat 15.344.447 inwoners. De hoofdstad is Salvador. De staat herbergt 7% van de Braziliaanse bevolking en produceert slechts 2,2% van het BBP van het land.

## Bestuurlijke indeling
De deelstaat Bahia is ingedeeld in 7 mesoregio's, 32 microregio's en 417 gemeenten.

## Klimaat
Bahia heeft een steppeklimaat. In de staat lopen diverse rivieren van west naar oost waarvan de São Francisco de belangrijkste is. De rivier stroomt binnen bij de grens met Minas Gerais en verlaat de staat naar haar monding op de grens tussen de staten Sergipe en Alagoas. De rivier is bevaarbaar en levert ook water voor de irrigatie van de landbouwgebieden. De Sobradinhodam is een belangrijke producent van elektriciteit en het stuwmeer heeft een oppervlakte van meer dan 4000 km2, voldoende om in grote delen van de staat in de waterbehoefte te voorzien.

## Economie
Het Atlantisch regenwoud is vanaf de jaren 50 gekapt en heeft plaatsgemaakt voor productiebossen met Eucalyptusbomen, die na een groei van 7 jaar worden verwerkt tot papierpulp.
Plaatsen die erg populair zijn bij het internationale toerisme zijn: Bom Jesus da Lapa, Entre Rios, Ilhéus, Itacaré, Lençóis-Chapada Diamantina, Morro de São Paulo, Porto Seguro, Salvador, São Desidério, enz.

Producten uit de staat Bahia
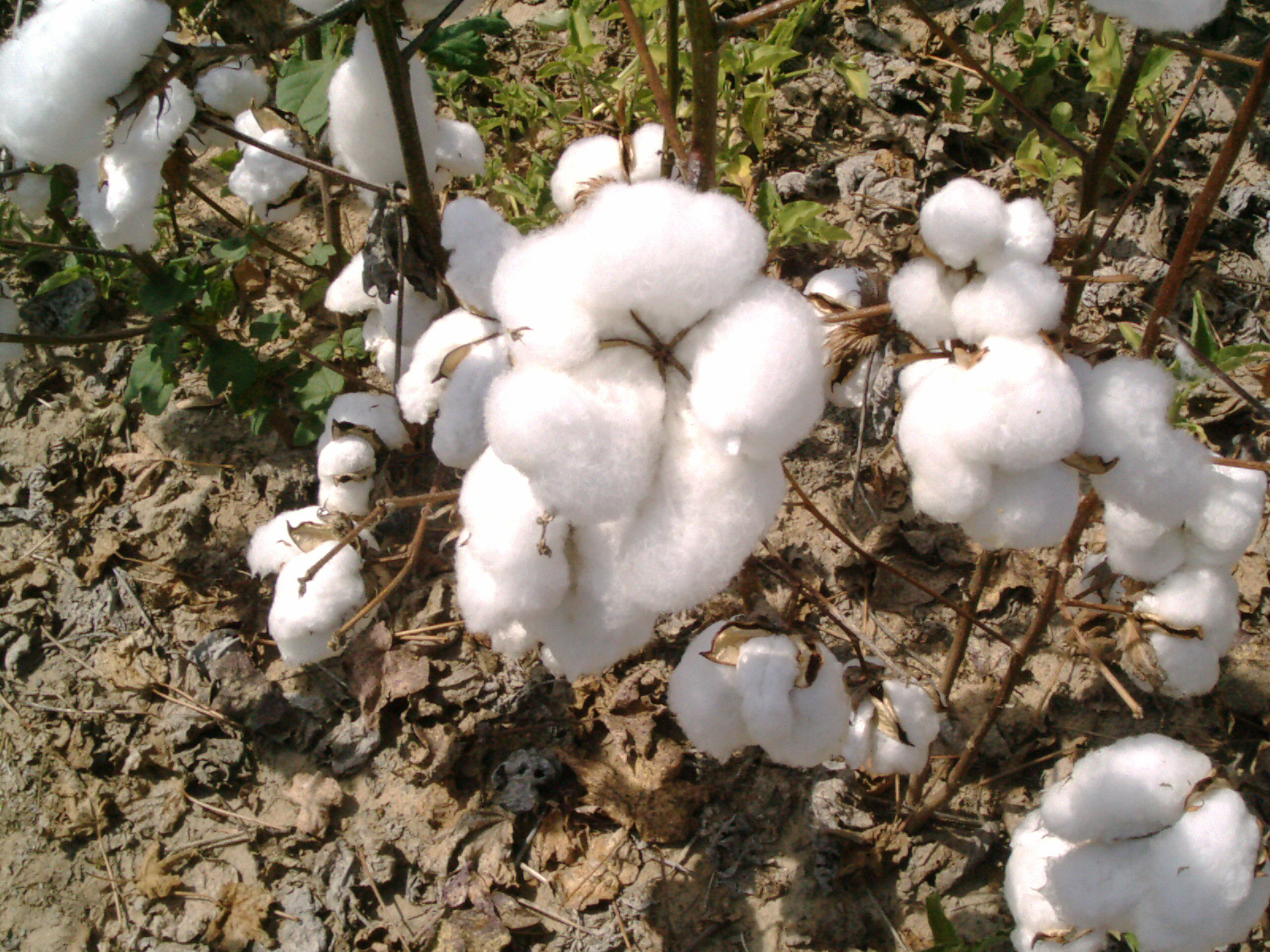
Katoen in de gemeente Luís Eduardo Magalhães
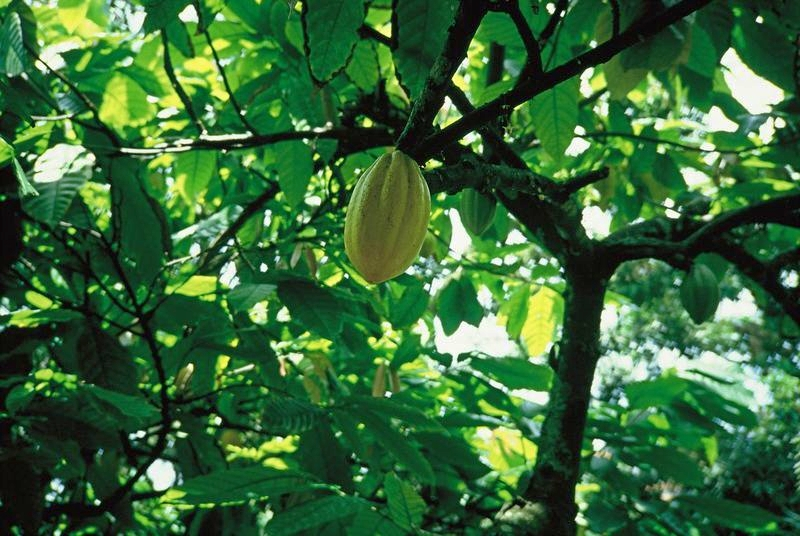
Cacao in Ilhéus
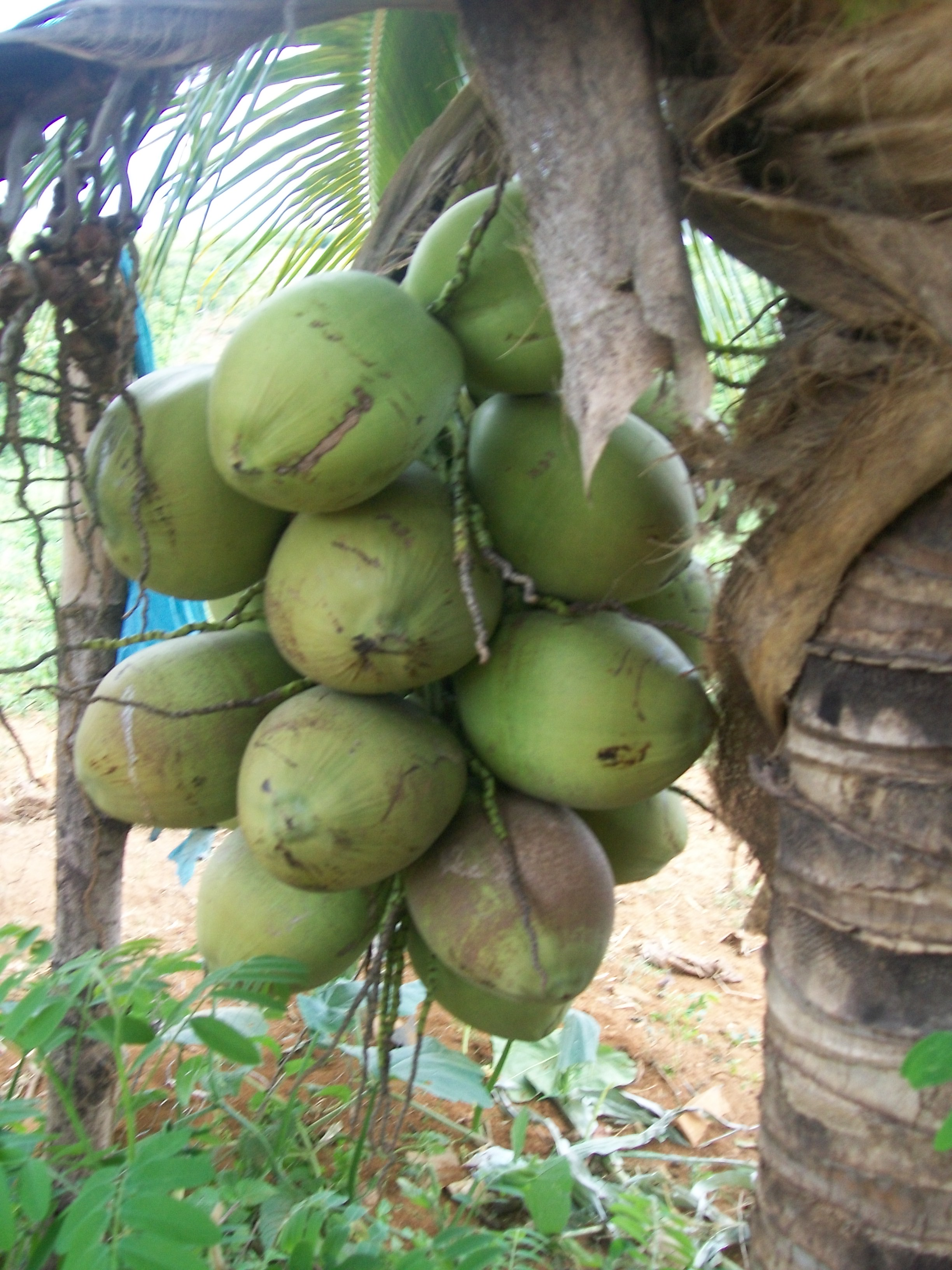
Kokosnoot in Caetité
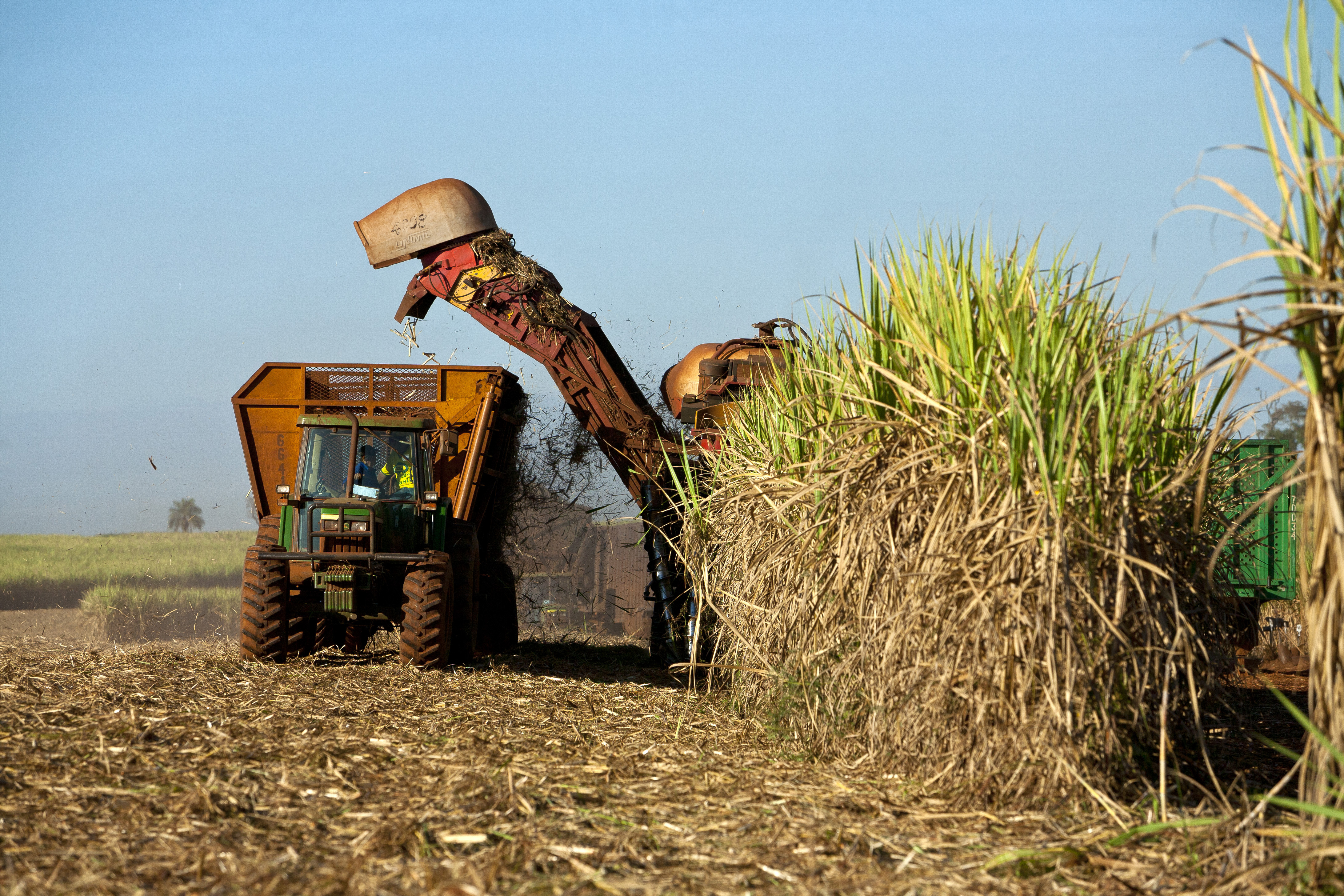
Suikerriet in Bahia

## Steden

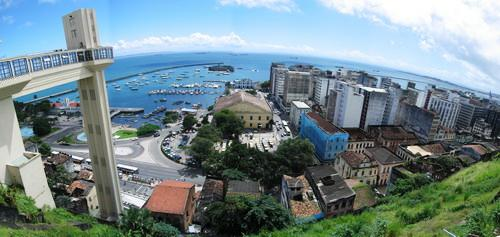
Salvador da Bahia

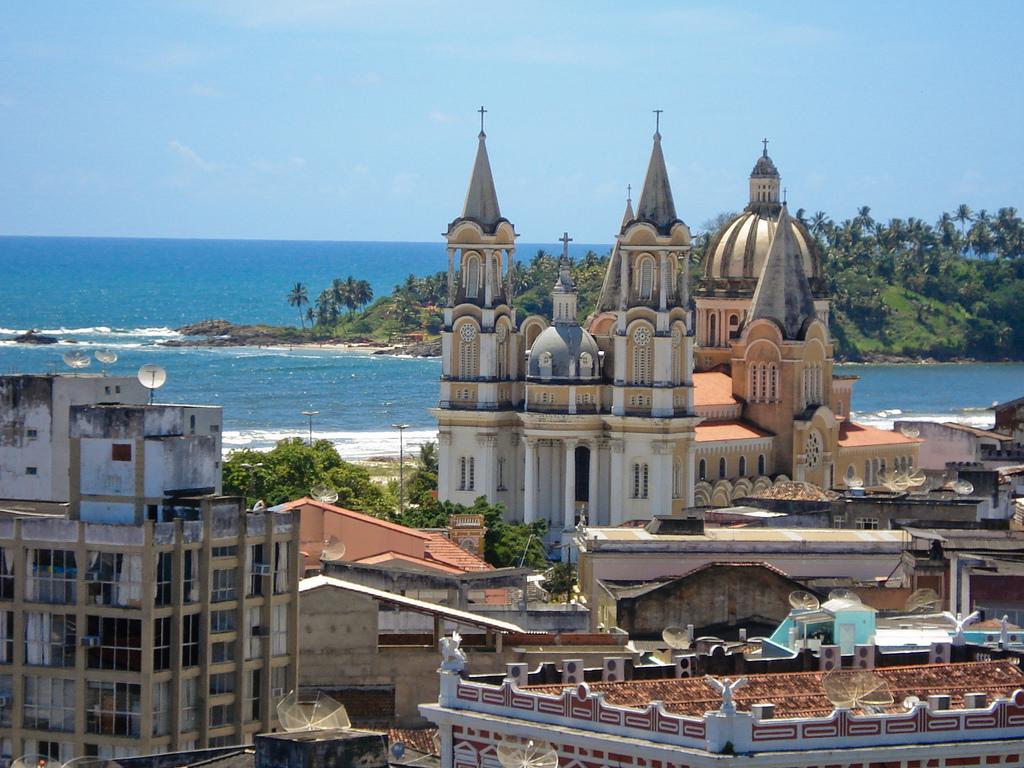
De kathedraal São Sebastião van Ilhéus

Grootste steden van de staat zijn:
| Stad                                            | Inwoners  |
| ----------------------------------------------- | --------- |
| Salvador da Bahia                               | 2.953.986 |
| Feira de Santana                                | 627.447   |
| Vitória da Conquista                            | 348.718   |
| Camaçari                                        | 296.893   |
| Juazeiro                                        | 221.773   |
| Itabuna                                         | 221.046   |
| Lauro de Freitas                                | 197.636   |
| Ilhéus                                          | 176.341   |
| Jequié                                          | 162.209   |
| Teixeira de Freitas                             | 161.960   |
| Barreiras                                       | 157.638   |
| Alagoinhas                                      | 155.979   |
| Porto Seguro                                    | 149.324   |
| Simões Filho                                    | 136.050   |
| Paulo Afonso                                    | 120.706   |
| Eunápolis                                       | 115.290   |
| Santo Antônio de Jesus                          | 103.342   |
| Valença                                         | 98.749    |
| Candeias                                        | 89.707    |
| Guanambi                                        | 86.808    |
| Bron: (pt) IBGE - Populatie volgens census 2017 |           |